# Herbert Paul Schmeck
Herbert Paul Schmeck (né en 1890 à Reading et décédé en 1956) est un concepteur de montagnes russes qui a travaillé pour la Philadelphia Toboggan Company. Il a participé à plus de 50 projets d'attractions entre 1923 et 1955. Alors qu’il occupe les postes de concepteur d’attractions et président de l’entreprise, la compagnie devient le constructeur de montagnes russes le plus important des États-Unis,.

## Carrière
Schmeck travaille en tant que charpentier pour Reading Furniture Works avant d’être embauché en tant que membre d’une équipe de construction de la Philadelphia Toboggan Company. Son éthique de travail impressionne les propriétaires de l’entreprise, qui lui offrent des postes plus importants. Il est ainsi contremaître lors de constructions au Paragon Park, à Nantasket Beach, en 1916. Il travaille ensuite avec le concepteur John A. Miller pour la construction du Giant Coaster, plus tard renommé The Wild One, au parc Six Flags America. Il continue en tant qu’assistant pour la conception des attractions, compensant son manque de formation académique d’ingénieur par l’étude des plans et son savoir-faire dans la construction. En 1923, il conçoit ses premières montagnes russes, The Wild Cat, à Hersheypark. Il est plus tard le mentor de John C. Allen.

## Postérité
Deux de ses réalisations, le Phoenix du parc Knoebels, et le Comet de The Great Escape, figure souvent dans des classements de montagnes russes.
En 1999, il est nommé au Hall of Fame de l'IAAPA, l’association internationale des parcs d’attractions et de loisirs.

## Réalisations principales
| Nom         | Parc                   | Année d'ouverture |
| Wildcat     | Lake Compounce         | 1927              |
| Comet       | The Great Escape       | 1994              |
| Phoenix     | Knoebels               | 1985              |
| Wildcat     | Idora Park (Ohio) (en) | 1930              |
| Thunderhawk | Dorney Park            | 1923              |
| Wild One    | Six Flags America      | 1986              |